# FK Vora
Der Futbol Klubi Vora ist eine Fußballmannschaft der albanischen Stadt Vora im Qark Tirana. Sie spielt in der Albanischen Fußballliga in der Kategoria e Parë nach dem Aufstieg aus der dritten Liga in der Saison 2022/23. Gegründet wurde der Verein im Jahr 1989, 2011 wurde er neugegründet.

## Stadion
Die Heimspielstätte ist das Stadiumi Vora mit einer Kapazität von 1000 Zuschauern. Die Spielstätte, finanziert durch den Fußballverband, die Regierung und der Bashkia Vora, wurde im November 2022 eröffnet.

## Ligazugehörigkeit
| Saison  | Liga                               | Platzierung |
| ------- | ---------------------------------- | ----------- |
| 2024/25 | Kategoria e Parë (2. Liga)         | 01 ▲        |
| 2023/24 | Kategoria e Parë (2. Liga)         | 04          |
| 2022/23 | Kategoria e Dytë Grupi A (3. Liga) | 01 ▲        |
| 2021/22 | Kategoria e Parë (2. Liga)         | 15 ▼        |
| 2020/21 | Kategoria e Parë Grupi A (2. Liga) | 04          |
| 2019/20 | Kategoria e Dytë Grupi A (3. Liga) | 01 ▲        |
| 2018/19 | Kategoria e Parë Grupi A (2. Liga) | 10 ▼        |
| 2017/18 | Kategoria e Dytë Grupi A (3. Liga) | 01 ▲        |
| 2016/17 | Kategoria e Dytë Grupi A (3. Liga) | 03          |
| 2015/16 | Kategoria e Dytë Grupi A (3. Liga) | 07          |
| 2014/15 | Kategoria e Dytë Grupi A (3. Liga) | 05          |
| 2013/14 | Kategoria e Dytë Grupi A (3. Liga) | 03          |
| 2012/13 | Kategoria e Dytë Grupi A (3. Liga) | 04          |
| 2011/12 | Kategoria e Tretë (4. Liga)        | 00. ▲       |